# Christian Otterstrøm
Christian Otterstrøm, född 11 november 1833 i Viborg, död 6 oktober 1913, var en dansk ingenjör.
Otterstrøm, som var son till kanslirådet C.R. Otterstrøm, blev student vid Århus latinskola 1854, avlade filosofisk examen och inträdesexamen till Polyteknisk Læreanstalt 1855 och blev polyteknisk kandidat i ingenjörsämnena 1862. Under de följande två åren var han assistent vid vattenbyggnadsväsendet bland annat i projekteringen av Christian IX:s bro över Guldborg Sund, var därefter 2½ år lärare vid Borgerdydskolen på Christianshavn och 2½ år assistent vid Köpenhamns stenläggnings- och vägväsende, varifrån han 1869 återvände till vattenbyggnadsväsendet, först som ingenjör och från 1889 som direktör. Redan innan han avslutat sina studier blev han lärare vid Teknisk Skole i Köpenhamn, där han stannade till 1877.
Som ingenjör vid vattenbyggnadsväsendet projekterade, ledde eller kontrollerade Otterstrøm anläggandet av Glyngøre hamn, reparationen av hamnarna på Bornholm efter stormfloden 1872, kustsäkringsarbeten på Halsskov, muddring av Bøgestrøm samt de från 1884 utförda undersökningarna av Ringkøbing Fjord. Som direktör utförde han bland annat fullbordandet av Frederikshavns hamn, förlängning av Hirtshalsmolen, kustsäkringar på Jyllands västkust, utbyggnad av Esbjergs hamn, förbättring av utloppsförhållandena vid Ringkøbing Fjord och av Thyborøn Kanals farbarhet, vid vilka arbeten mudderverk för första gången användes i danska farvatten. Vidare kan nämnas en fiskehamn vid Anholt och större muddringsarbeten i Limfjorden. Som medlem av regeringskommissioner medverkade han även 1892 i behandlingen  av krigsministeriets förslag till indämning av den östra delen av Kalvebodstrand och från 1897 om skapande av en hamn på Jyllands västkust.
Åren 1877 och 1879 företog Otterstrøm resor till Slesvig, nordvästra Tyskland och Nederländerna i syfte att studera hamn-, dige- och kustsäkringsanläggningar och skrev därom en berättelse i Teknisk Tidsskrift. År 1881 vann han Den Tekniske Forenings prisuppgift om muddringsmateriel för mindre hamnar. Senare skrev han ett par småskrifter om Ringkøbing Fjord, artiklar samt deltog i diskussioner i tidskrifter om kustsäkring och hamnar.